# The Guardian (téléfilm)

The Guardian est un téléfilm américain réalisé par Rob Cohen et sorti en 1997.

## Synopsis
Un cambrioleur sort de sa taule et tente de se racheter sa faute.

## Fiche technique
Genre : drame, science fiction

## Distribution
Thomas Ian Griffith	- The Guardian
Stephanie Niznik - C.C.
Rebecca Rigg - Tess
Brian Thompson - Chester Calvado
Sven-Ole Thorsen - Baiya
Geoffrey Blake - Edgerton
Tippi Hedren - Wynn
Gary Kasper	- Tibor
Harve Presnell - Clovis McConnell
Todd Susman	- Mickey Cashulin
Chad Randall - Hate
Stephanie Romanov - Andriana
Robert Torti - Pintor
Darrell Britt - Guy on Street
Kimberly Flynn - Receptionist